# Weston-super-Mare A.F.C.
Weston-super-Mare AFC là một câu lạc bộ bóng đá bán chuyên nghiệp có trụ sở tại Weston-super-Mare, Somerset, Anh. Có biệt danh "The Seagulls", đội bóng hiện thi đấu tại Southern Premier South.

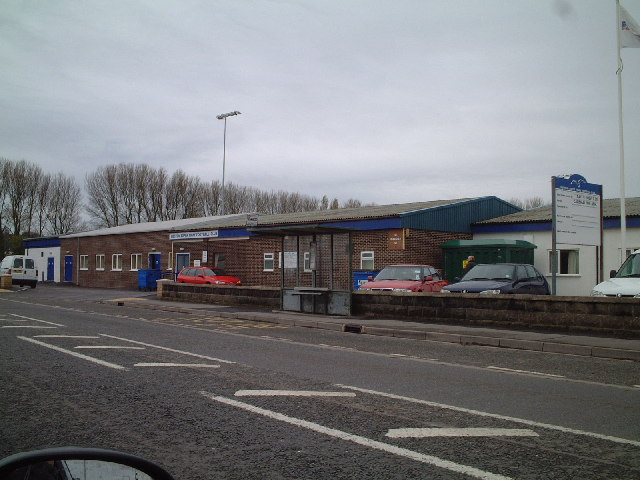
Sân vận động Woodspring

## Danh hiệu

### Liên đoàn
- Southern League Western Division[2]
  - Á quân (1): 2002–03
- Western League[2]
  - Vô địch (1): 1991–92
  - Á quân (1): 1976–77
- Bristol and District League[3]
  - Á quân (1): 1922–23

### Cúp
- Somerset Premier Cup[4][5][6]
  - Vô địch (4): 2010–11, 2011–12, 2017–18, 2018–19
  - Á quân (2): 1990–91, 2016–17
- Western Senior Cup[3]
  - Vô địch (6): 1971–72, 1972–73, 1973–74, 1974–75, 1975–76, 1977–78
- Western League Challenge Cup[7]
  - Vô địch (1): 1976–77
- Western Merit Cup[3]
  - Vô địch (2): 1976–77, 1977–78
- Western League Subsidiary Cup[3]
  - Á quân (1): 1959–60
- Somerset Senior Cup [8]
  - Vô địch (1): 1926–27
- Bristol Charity Cup[3]
  - Vô địch (1): 1922–23
- Weston Charity Cup[3]
  - Vô địch (1): 1910–11
- Clevedon Charity Cup[3]
  - Á quân (1): 1926–27

### Khác
- Clevedon and District Charity Cup
  - Vô địch: 1922–23

## Thống kê
- Thành tích tốt nhất tại hạng đấu:[2] Xếp thứ 7 tại Conference South mùa giải 2012–13
- Thành tích tốt nhất tại FA Cup:[2] Vòng hai mùa giải 2003–04
- Thành tích tốt nhất tại FA Trophy:[2] Vòng bốn các mùa giải 1998–99, 2003–04
- Kỷ lục khán giả đến sân:[3] 2,949 người trong trận đấu với Doncaster Rovers – F.A. Cup mùa giải 2014–15